# Sherlock – Das große Spiel
Das große Spiel (Originaltitel: The Great Game) ist die dritte Episode aus der britischen Fernsehserie Sherlock und die letzte der ersten Staffel. Die Erstausstrahlung lief am 8. August 2010 auf BBC One, dem öffentlich-rechtlichen Hauptsender der BBC, die deutsche Premiere war am 7. August 2011 im Ersten.

## Handlung
Sherlock Holmes langweilt sich zu Tode. Nachdem er seinen letzten Fall hat ablehnen müssen, beschränkt sich sein Tun darauf, auf die eigenen vier Wände zu schießen und Watsons Blog zu lesen, der zu seinem Ärger nicht nur die positiven Seiten des Detektivs erwähnt. Während Watson seine Freundin besucht, wird Holmes unfreiwillig Zeuge einer Explosion an der gegenüberliegenden Straßenseite der Baker Street. Am nächsten Morgen findet John Watson seinen Mitbewohner unverletzt und in Gesellschaft seines Bruders Mycroft vor. Dieser verlangt von Holmes, den Todesfall des Geheimdienstmitarbeiters Andrew West aufzuklären, der tot neben einer Bahnstrecke aufgefunden wurde; zudem fehlt ihm ein Speicherstick mit geheimen Informationen über ein Waffenprojekt. Holmes lehnt jedoch ab.
Er wird zu Scotland Yard gerufen, wo für ihn ein mysteriöses Päckchen mit einem Handy abgegeben wurde, das jenem in „Ein Fall von Pink“ stark ähnelt. Das Handy spielt fünf Zeitzeichen ab und zeigt das Bild der Kellerwohnung, die sich unter Holmes und Watsons Apartment befindet. Kaum entdecken die Ermittler dort ein Paar Sportschuhe, wird Holmes von dem Handy aus angerufen. Es meldet sich eine verängstigte Frau, die offensichtlich einen ihr vorgegebenen Text vorliest. Sollte es Holmes nicht gelingen, das zu den Sportschuhen gehörende Rätsel zu lösen, detoniert eine Sprengstoffweste, die an die Frau angeschnallt wurde. Holmes vermutet, dass die fünf Zeitsignale für fünf Rätsel stehen, die es zu lösen gilt.
Während Holmes und Watson die Schuhe untersuchen, werden sie von Molly Hooper unterbrochen, die ihren neuen Freund Jim vorstellen will, Holmes deduziert jedoch, dass ihr Freund heimlich schwul ist. Es stellt sich heraus, dass die Schuhe einem gewissen Carl Powers gehörten, der vor einigen Jahren bei einem Schwimmwettbewerb ums Leben gekommen ist. Holmes, zu dieser Zeit noch ein Kind, versuchte damals erfolglos, die Polizei auf gewisse Unstimmigkeiten hinzuweisen, die ihm aufgefallen waren. Sherlock erkennt anhand der Schuhe, dass der Junge über seine Hautsalbe vergiftet wurde. Über seine Website „Die Wissenschaft der Deduktion“ informiert er den unbekannten Bombenleger und Verbrecher, der hinter den Rätseln steckt. Holmes vermutet, dass es sich bei diesem um den mysteriösen Moriarty handelt. Die gefangene Frau kann befreit werden.
Eine zweite Nachricht zeigt einen blutüberströmten Sportwagen und eine weitere Geisel gibt Holmes acht Stunden zur Lösung des Rätsels. Der Wagen wird gefunden, das Blut im Inneren stammt von dessen letzten Mieter, Ian Monkford, von dem jedoch jegliche Spur fehlt. Im Handschuhfach wird die Adresse einer Autovermietung gefunden und Holmes und Watson suchen dessen Besitzer auf. Holmes kommt schnell auf die Lösung: Die Umstände, dass der Besitzer eine bestimmte Sonnenbräune aufweist, vor kurzem in Kolumbien war und das Blut in dem Wagen zuletzt noch gefroren war, lassen darauf schließen, dass Ian Monkford in finanziellen Schwierigkeiten steckte und mit Hilfe des Besitzers der Autovermietung seinen eigenen Tod vortäuschte, damit er sich nach Kolumbien absetzen konnte und seine Frau die volle Lebensversicherungssumme ausgezahlt bekam. Wieder wird die Geisel befreit.
Die nächste Geisel veranlasst Holmes, den Fall von Connie Prince zu untersuchen, einer Fernsehmoderatorin, die durch ihre Verschönerungsshow bekannt wurde. Sie starb augenscheinlich an einer Tetanusinfektion, da durch eine Wunde an ihrer Hand beim Gärtnern Bakterien in ihren Körper gelangten. Die Wunde wurde ihr jedoch erst nach ihrem Tod zugefügt. Holmes deckt auf, dass der Mörder ihr Hausangestellter Raoul de Santos war, der Prince durch eine Überdosis an Botox-Injektionen umbrachte. Ihm missfiel, wie Prince mit ihrem Bruder und de Santos’ Liebhaber Kenny Prince umging. Wieder informiert Holmes den Bombenleger, kann die blinde Geisel jedoch nicht retten, da diese anfängt, dessen Stimme zu beschreiben und daraufhin vom Geiselnehmer getötet wird.
Ein Foto der Themse ist das vierte Rätsel, das es zu lösen gilt. Am Ufer wird die Leiche des Wachmanns Alex Woodbridge gefunden, die Spuren eines brutalen Todes aufweist. Diese sind das Markenzeichen des berüchtigten Auftragsmörders Oscar Dzundza, der sich „Golem“ nennt. Sherlock findet heraus, dass Woodbridge in einer Kunstgalerie beschäftigt war. Nachdem dieser herausgefunden hatte, dass ein vermeintlich neu entdecktes Werk des Malers Vermeer eine Fälschung war, musste er aufgehalten werden, um nicht den Verkauf des 30 Millionen Pfund teuren Gemäldes zu verhindern. Watson findet heraus, dass Woodbrige Hobbyastronom war und nur wenig von Kunst verstand. Währenddessen hat Holmes über sein Obdachlosennetzwerk den Aufenthaltsort des Golems herausgefunden, der sich im Untergrund versteckt, dieser kann jedoch entwischen. Die beiden verfolgen eine Spur zu einer Astronomieprofessorin, mit der das Opfer über die Fälschung sprach. Sie wird ebenfalls vom Golem angegriffen. Holmes und Watson schaffen es zwar nicht, ihr Leben zu retten, jedoch findet Holmes den entscheidenden Hinweis darauf, dass das Gemälde nicht echt ist: Auf dem Gemälde ist die „Van-Buuren-Supernova“ zu sehen, die man allerdings erst 1858 beobachtete. Da Vermeer im 17. Jahrhundert lebte, kann das Bild nicht echt sein. Wieder wird die Geisel gerettet. Die Besitzerin der Galerie, Miss Wenceslas, gibt zu, dass sie das Bild hat fälschen lassen. Sie sei dabei in Kontakt mit einem gewissen Moriarty getreten.
Auf Drängen Mycrofts untersucht Watson den Fall von Andrew West. Ihm fällt auf, dass kein Blut auf den Schienen zu finden ist. Holmes erscheint und bestätigt Watsons Vermutungen: West wurde an einem anderen Ort getötet und auf das Dach eines Zuges gelegt, um schließlich woanders herunterzufallen. Sie konfrontieren Wests ehemaligen Schwager in spe, Joe Harrison, der zugibt, dem alkoholisierten West den Speicherstick entwendet zu haben. Nachdem dieser den Verlust bemerkt hatte, forderte er ihn zurück. Bei dem folgenden Streit kam es jedoch zu Handgreiflichkeiten und West stürzte unglücklich. Aus Panik entsorgte Harrison die Leiche über einen vorbeifahrenden Zug. Nach seinem Geständnis händigt er Holmes den Speicherstick aus.
Nachdem anscheinend alle Fälle gelöst sind, besucht Watson seine Freundin. Holmes arrangiert währenddessen ein Treffen mit Moriarty in dem Hallenbad, in dem auch Carl Powers zu Tode gekommen war. Holmes vermutet, dass er mit den Rätseln davon abgehalten werden sollte, den brisanten Speicherstick wiederzubeschaffen. Als er am Treffpunkt ankommt, tritt ihm unerwartet John entgegen. Wie die vorherigen Geiseln trägt auch er eine Bombenweste und spricht die ihm vorgegebenen Worte nach. Er wird von Scharfschützen bedroht. Schließlich erscheint Moriarty persönlich. Es handelt sich um Molly Hoopers angeblichen Freund Jim. Er erklärt, dass der Sinn der Rätsel nicht etwa die Beschaffung des Speichersticks war, den er inzwischen an sich gebracht hatte und nun kurzerhand in den Pool wirft, vielmehr wollte er Holmes seine Macht demonstrieren. Er droht, dass er nicht nur Holmes töten werde, sollte sich dieser jemals wieder in seine Angelegenheiten einmischen. Moriarty verlässt den Ort und die Scharfschützen rücken scheinbar ab. Holmes befreit seinen Freund von der Bombenweste und schleudert diese weg. Kurz darauf taucht Moriarty jedoch wieder auf und verkündet, dass er entschieden hat, die beiden doch nicht weitermachen lassen zu können. Erneut werden sie von Scharfschützen bedroht. Holmes antwortet ihm, indem er seine Pistole auf die explosive Sprengstoffweste richtet, die nun in Moriartys Nähe liegt. Mit diesem Cliffhanger endet die Episode.

## Kanon-Verweise
- Aus Langeweile schießt Sherlock einen Smiley in die Wand. In Das Musgrave-Ritual erzählt Watson, wie Holmes etwas Ähnliches mit den Initialen VR machte.
- Sherlock ist mit Johns Berichten in dessen Blog nicht einverstanden. Das Gespräch ähnelt einem in Das Zeichen der Vier, während sich der Inhalt des Blogeintrages auf Watsons Beobachtungen über Holmes Allgemeinwissen in Eine Studie in Scharlachrot bezieht.
- Mycroft bittet Sherlock einen Memory-Stick mit dem Bruce-Partington-Programm wiederzufinden, was auf Die Bruce-Partington-Pläne verweist. Die Lösung des Falls (der Bruder der Verlobten als Täter) ist aus Der Flottenvertrag entlehnt.
- Sherlock bekommt einen Brief, der auf Papier aus Böhmen geschrieben wurde, eine Anspielung auf Ein Skandal in Böhmen.
- Sherlock vergleicht Moriartys Warnung mit der Art, wie alte Geheimbünde zum Beispiel Orangenkerne verschickten.
- Sherlock bedient sich zur Informationsbeschaffung einiger Obdachloser, so wie Holmes bei einigen Straßenjungen, der Baker-Street-Spezialeinheit.
- Statt an den Reichenbachfällen begegnen sich hier Sherlock und Moriaty in einem Schwimmbad, beide beinhalten das Element Wasser.

## Veröffentlichungen
Die Episode ist, zusammen mit den beiden restlichen der Ersten Staffel, sowohl auf DVD als auch Blu-ray Disc erschienen. Zusätzlich enthalten sie einen Audiokommentar zu dieser Episode von Benedict Cumberbatch, Martin Freeman und Mark Gatiss.